# Melrose Place (serie de televisión de 1992)
Melrose Place es una serie de televisión creada por Darren Star en 1992 como una alternativa para jóvenes adultos a la serie Beverly Hills, 90210. La serie cuenta con 227 episodios en 7 temporadas, todas emitidas entre 1992 y 1999 por la cadena Fox, con una duración aproximada de 43 minutos por capítulo.
En 1994 la cadena Fox decide lanzar un spin-off de la serie llamado Models Inc. de tan solo una temporada donde en ella trata de explorar entre bastidores el mundo de las supermodelos. 
Una remake se emitió en Estados Unidos en 2009 por la cadena The CW y con el mismo título, la cual sólo tuvo una temporada.

## Reparto
| Personaje        | Actor                 |
| ---------------- | --------------------- |
| Michael Mancini  | Thomas Calabro        |
| Jane Mancini     | Josie Bissett         |
| Billy Campbell   | Andrew Shue           |
| Alison Parker    | Courtney Thorne-Smith |
| Jake Hanson      | Grant Show            |
| Matt Fielding    | Doug Savant           |
| Kimberly Shaw    | Marcia Cross          |
| Rhonda Blair     | Vanessa A. Williams   |
| Craig Field      | David Charvet         |
| Jo Reynolds      | Daphne Zuniga         |
| Sydney Andrews   | Laura Leighton        |
| Amanda Woodward  | Heather Locklear      |
| Peter Burns      | Jack Wagner           |
| Kyle McBride     | Rob Estes             |
| Brooke Armstrong | Kristin Davis         |
| Taylor McBride   | Lisa Rinna            |
| Megan Lewis      | Kelly Rutherford      |
| Samantha Reilly  | Brooke Langton        |
| Brett Cooper     | Linden Ashby          |
| Jennifer Mancini | Alyssa Milano         |
| Lexi Sterling    | Jamie Luner           |
| Sandy Harling    | Amy Locane            |
| Richard Hart     | Patrick Muldoon       |
| Eve Cleary       | Rena Sofer            |
| Ryan McBride     | John Haymes Newton    |

## Argumento

### Temporada 1
La trama de la primera temporada se centraba en las aventuras de un grupo de jóvenes que vivían en un complejo de apartamentos llamado "Melrose Place". Así, se presentaron los 8 personajes principales: Alison, Jake, Billy, Jane, Michael, Sandy, Rhonda y Matt. Luego de 13 episodios, Sandy deja el complejo y en el episodio 15 se muda Jo. Durante la primera temporada los índices de audiencia no eran buenos, por eso Aaron Spelling decide llamar a una de sus actrices favoritas, Heather Locklear para interpretar el papel de Amanda y salvar el show. Si bien el contrato original era de tan solo cuatro episodios, Amanda se convertiría en la marca registrada de Melrose Place y estaría en pantalla como "Special Guest Star" (Estrella Especial Invitada) hasta el final (episodio 227). Amanda logró doblar la audiencia de la serie y convertirla en todo un fenómeno social.
Durante la primera temporada también se introducen dos personajes claves: Sydney y Kimberly.

### Temporada 2
Los triángulos amorosos entre los personajes aportan el condimento que le faltaba durante toda la primera temporada y transforma a Melrose en un culto. Rhonda ya no pertenece al show y tanto Kimberly como Sydney son parte del elenco estable, aunque no aparezcan en los créditos iniciales. Desde esta temporada, se da comienzo a la emisión del conocido doble episodio final de temporada de más de una hora de emisión.

### Temporada 3
La inclusión de nuevos personajes (Brooke, Peter, Richard) y las peleas entre Amanda/Alison y Kimberly/Jane/Sydney catapultaron los índices de audiencia de la serie y aumentaron la devoción de los fanes. La escena final de la temporada es una de las más recordadas. Kimberly, completamente fuera de control, hace detonar una bomba en el edificio. Se tuvo que esperar hasta el año siguiente para saber si la misma explotaba o no. Como curiosidad, en esta temporada se reduce la sintonía de la cabecera debido al incremento de personajes que impedía que durara su totalidad.
Durante esta temporada, se prolongó la trama de la primera mitad de la temporada hasta después del episodio navideño con el conocido doble episodio de conclusión que desde esta temporada acompañaría al resto de temporadas, no sólo como final de temporada, sino como conclusión de la primera trama de la temporada, a excepción de la temporada 7 y última que, debido a su baja audiencia, fue la que menos episodios contenía y carecía de cualquiera de estos dobles episodios finales.

### Temporada 4
La bomba explota, e irónicamente el único personaje que muere es uno secundario. Como curiosidad, el guion que llevó a provocar la explosión de los apartamentos, se debe a que en el plató de la serie se produjo una explosión por la cual se aprovechó para idear ese guion, el cual se ha convertido en uno de los finales de temporada más impactantes de una serie de drama, por no decir el más impactante.
En esta temporada, después de cuatro años en antena, Marcia Cross aparecía por fin como personaje estable en los créditos de la cabecera de la serie, cuando apenas duraría prácticamente un año más en la serie. Richard permanecería hasta el final de la temporada como el personaje secundario más importante que nunca aparecería en los créditos de la cabecera. En esta temporada, aparecería la familia Parezi, con el atractivo actor y modelo Antonio Sabato Jr. interpretando al primer marido de Amanda Woodward que la maltrataba, y que pertenecía a una familia mafiosa.
La actriz Kristin Davis, que posteriormente alcanzaría la fama como la modosita Charlotte York en la aclamada serie Sex and the City, mejor conocida en Hispanoamérica como "Sexo en la Ciudad" y "Sexo en Nueva York" para España (papel completamente opuesto al de la pérfida malvada que interpretaba en Melrose Place), aparecería en los créditos de la cabecera de esta temporada para desaparecer justo en el ecuador de la temporada. Brooke Armstrong abandonaría la serie con un impactante final en el que fallece al golpear su cabeza con la piscina al resbalarse caminando borracha en el patio de apartamentos y ahogándose bajo el agua.
En esta temporada, las tramas se volvieron cada vez más retorcidas e inverosímiles, con Kimberly pasando de ser una paciente del manicomio a convertirse en psiquiatra, terminando por desarrollar un problema de personalidad múltiple, pues por momentos se convierte en Betsy (una mujer modosita y hacendosa) y en otros Rita (una motociclista rebelde). La temporada concluiría con las hermanas Andrews acabando supuestamente con la vida de Richard y enterrándole "vivo". La escena final nos mostraba la mano de Richard excavando su propia tumba, y un personaje muy querido por los fanes de la serie, Jo Reynolds, decía adiós encontrando el amor en un apuesto doctor que le propuso viajar con él a Bosnia, el cual aceptaba. Y Jo dejaba atrás a su amor Jake quien encontró una posible relación en la ex alcohólica Alison Parker.

### Temporada 5
Esta temporada es conocida por dos motivos. Uno, por ser la temporada con más personajes juntos, un total de 14 personajes llegarían a aparecer en los créditos de la cabecera a diferencia de los 8 de la primera temporada, hasta llegar a 16 cuando se incorporaran las chicas Jennifer y Megan de momento como personajes secundarios, pero sin estar todos juntos. El segundo motivo, es que durante esta temporada abandonaron la serie prácticamente todos los personajes principales que dieron fama a la misma desde sus comienzos, además de que sus marchas fueron transcurriendo de una en una. Primero aparecieron en escena desde el comienzo dos personajes totalmente nuevos (que duraron juntos dos temporadas más), Kyle y Taylor, siendo Kyle quien duraría otra temporada más hasta el final de la serie como uno de los nuevos personajes que tuvieron más relevancia durante los últimos años.
Sin embargo, es el carácter sin escrúpulos de Taylor McBride (Lisa Rinna) será quien revolucione a algunos de los personajes entre ellos Peter, Michael y Amanda. Inicialmente la actriz Hunter Tylo iba a encarnar el personaje. Sin embargo, el productor Aaron Spelling la despide de Melrose Place antes de haber filmado un solo episodio, después de anunciar que estaba embarazada. El personaje fue asignado a Lisa Rinna. Tylo, demanda a Spelling por discriminación y gana $ 4.8 millones frente a un jurado de Los Ángeles. Spelling explicó que el embarazo de Tylo era incompatible con el personaje de seductora que iba a interpretar. Durante el juicio, Tylo publicó fotos de ella que mostraban que había mantenido una figura delgada durante su embarazo. Mientras tanto, la estrella de la serie, Heather Locklear, quien quedó embarazada en el período entre el despido y el juicio, testificó que la producción había utilizado una suplente para una decena de tomas. El caso es ampliamente reconocido por haber establecido el derecho de una actriz a seguir trabajando durante el embarazo según la revista estadounidense Time, que recuerda que Tylo fue defendida por la famosa abogada Gloria Allred, especializada en derechos de la mujer.
Rob Estes, el actor que interpretaba a Kyle McBride, en la vida real era el esposo de Josie Bissett, el personaje de Jane Mancini. Casualmente, los dos acabarían formando una de las últimas parejas estables de la serie. Como anécdota, Rob Estes ya había intervenido en la serie interpretando a un íntimo amigo de Michael durante la primera y segunda temporada de la serie, aunque por entonces no estaba tan musculado como cuando llegó a aparecer en los créditos de la cabecera. Su personaje debió de gustar y de ahí que llegara a la serie como personaje fijo. Unos capítulos después, llegaría otro personaje nuevo, Craig Field, pero no tan musculado como cuando interpretaba a Matt en la popular serie Baywatch "Guardianes de la Bahía" en Hispanoamérica y "Los Vigilantes de la Playa" en España (como curiosidad diremos que David Charvet, el actor que interpretaba a Craig Field, era el novio de Pamela Anderson, la archienemiga de Heather Locklear). También en esta temporada se incorporaría el personaje de Samantha Reilly (Brooke Langton), que ya había aparecido en los últimos episodios de la temporada anterior. 
Poco después, Jane sería el primer personaje en abandonar la serie cuando; tras experimentar diversas fases psicológicas (como consecuencia de la violación de la que fue víctima), no lograr recuperar a Jake, descubrir que fue adoptada (y lograr encontrar a su madre biológica con la cual no logra establecer la relación que esperaba) y ser asaltada en su boutique, asume que su vida en Los Ángeles es un completo caos y termina optando por regresar a la seguridad que le brindan sus padres adoptivos en su casa de Chicago (abandonando así la serie con la esperanza en la vida real de convertirse en madre, deseo que se vio interrumpido y sumió a la actriz en una profunda depresión, problema por el cual, y como recomendación de su terapeuta y Rob Estes, su esposo, decide regresar a trabajar a Melrose para el final de la 6ª temporada 1 año después).
A continuación, otro de los personajes favoritos; Kimberly, abandonaría también la serie al fallecer (esta vez de verdad) por un tumor cerebral debido a tantos golpes que le dio la vida por "culpa" de Michael, quien por intersección de Megan (su cuarta esposa en la serie) acabaría consolándola en sus últimos días de vida. Pero la madre de Kim, que llega a la casa de la playa para llevarse a su hija lo más lejos posible del maquiavélico Doctor, logra convencerla de que regrese con ella a Ohio, pero aunque sí consigue regresar con su hija en tren, ésta viaja inerte dentro de un ataúd, situación que la Sra. Shaw no le perdona a Michael e incluso trata de vengarse de él, al intentar matarlo una temporada después. Y aunque Marcia Cross no dejó de aparecer en televisión (del todo) después de su salida de MP en 1997, no fue hasta 2004 que logró consolidar su regreso a la pequeña pantalla con el controvertido personaje de Bree Van de Camp de la exitosa serie "Esposas Desesperadas" o "Mujeres Desesperadas" como es conocida en España.
Primero Jane, luego Kimberly, y finalmente fue Sydney quien desaparecería de forma trágica dejando a los espectadores con la incertidumbre de su posible muerte hasta la siguiente temporada. Casualmente, acababa de casarse con su verdadero amor, Craig, cuando el coche que conducía el delincuente padre de Samantha perdió el control y se llevó por delante el cuerpo de la aterrorizada Sydney (como anécdota, justo en esta temporada y en el mismo orden en que aparecieron en la serie, las tres mujeres que formaron el triángulo amoroso Mancini, abandonaron la serie una a una). En la vida real Laura Leighton se casó con su compañero Doug Savant que interpretaba el personaje homosexual de la serie, y al que actualmente podemos ver en "Desperate Housewives" como esposo de Lynette Scavo.
Matt también abandonaría la serie; pero al inicio de la siguiente temporada, al decidir comenzar una nueva vida como investigador de la enfermedad del SIDA que contrajo su gran amor Jeffrey y ejerciendo su nuevo papel de padre de su reciente aparecida sobrina. Pero este no sería el final de la historia de su personaje en Melrose Place.
Y además, también dirían adiós los personajes de Alison y Jake quienes, tras una agotadora y turbulenta relación, y al darse cuenta de que no compartían los mismos objetivos de vida, deciden separarse y él iniciar una nueva vida con la que fue su primera novia y madre de su hijo, y ella iniciar una nueva vida en otra ciudad (Atlanta para ser más exactos), no sin antes despedirse del que fue el amor de su vida; Billy Campbell. Esta temporada fue convulsa para sus fanes que vieron cómo sus personajes favoritos se iban yendo uno a uno, y cómo sus tramas ya no tenían tanta importancia ante la llegada de los nuevos personajes.

### Temporada 6
Esta temporada mostró a un nuevo matrimonio protagonista, esta vez ya divorciados, el formado por el Dr. Brett "Coop" Cooper y su exmujer la perversa Lexi Sterling. Coop abandonaría la serie al terminar la temporada, pero Lexi permanecería hasta el final de la serie como uno de los últimos personajes revelación de la serie. Davd Charvet, Craig Field, también abandonaría la serie a mitad de la temporada, su personaje no había superado la muerte de Sydney y se suicida.Entre ellos también se despedirían, Samantha, Billy y Jennifer

### Temporada 7
El último personaje de la serie, Ryan McBride, interpretado por el actor John Haymes Newton conocido por su papel de Clark Kent en la serie Superboy, una primera versión de Smallville en los años 90, quien también participaría en el fallido spin off de la serie como el reverendo Mark Warriner, llegaría demasiado tarde para una serie que ya veía su punto final. Como personaje secundario, pero vital para la temporada final, estaba Eve Cleary, la mejor amiga de Amanda del instituto que había permanecido en prisión durante todos estos años por culpa de Amanda, quien había asesinado a su novio que la acosaba sexualmente y que había hecho creer a Eve de que ella le había matado para librarse de la cárcel hasta el punto de que Eve borró de su mente la pura realidad del suceso. Una vez más, un nuevo hecho de la vida de Amanda recordaba la maldad que siempre la dominó hasta en su vida como animadora de instituto. Y fue la muerte inesperada de Matt y su sorprendente diario secreto el que contendría las últimas tramas definitivas de la serie. Además, Jane regresaría a la serie tras haber aparecido en los últimos episodios de la temporada anterior e intentaría una nueva oportunidad de pareja con su primer amor, Michael, que resultaría una vez más en vano.
En el final de Melrose, Amanda abandona a Kyle y de sorpresa se marcha a una isla a casarse con el Doctor Peter Burns, su gran amor, pero antes haciendo creer a todos que ambos han muerto durante el viaje. Paralelamente a la serie, se rumoreó que ambos actores fueron pareja detrás de los focos.
Kyle y Jane (Josie Bisset y Rob Estes) eran pareja en la realidad y acabaron la serie siéndolo también en la ficción. Ryan y Megan se casan. Michael cobra 1 millón de dólares del seguro de vida de Peter, que para todos está muerto y Lexi es la nueva propietaria de los apartamentos.
Heather Locklear fue la más nominada de la serie en todas las ceremonias de premio. También Marcia Cross (Kimberly) o Laura Leighton (Sidney) fueron las únicas nominadas que le hicieron sombra a la rubia actriz.

## Análisis de los personajes
En cuanto a los personajes, al principio todos son muy amigos, sus problemas son problemas de tipo profesional, y todos se llevan de maravilla. Debido al fracaso de la serie en audiencia, los guionistas decidieron incorporar a Amanda Woodward como la dueña de los apartamentos y de PUBLICIDAD D y D, la agencia donde trabajaban Billy, Alison, Brooke, Craig y Amanda con regularidad. Otro lugar común era el hospital Wilshire Memorial donde trabajaban Michael, Kimberly, Peter, Matt y Coop. También encontraríamos Shooters, el local de copas y billar donde se reunían todos los personajes de la serie, que acabó siendo propiedad de Jake, con Sydney como camarera. Posteriormente, tras la marcha de Jake y el cierre definitivo del Shooter's, Kyle abriría otro local donde reunirse todos, el Club de Jazz de Kyle. Luego también estaba la casa de la playa donde solían habitar Michael y Kimberly (1125 Beachfront Walk, Malibú).
Matt era el personaje alma de la serie, la conciencia de todos, y así se demostró con su diario en la última temporada de la serie. Fue el primer personaje homosexual de una serie americana con trama propia y que aparecía en los créditos de la cabecera.
Aunque en un principio Alison podía parecer ser la protagonista inicial de la serie, Amanda acabó robándole todo el protagonismo hacia el final de la serie, pasando de mala malísima a un camino de regular bondad.
Michael fue el único personaje que se mantuvo durante las siete temporadas que duró la serie sin abandonarla en ninguna ocasión, aunque no llegó tampoco a aparecer en absolutamente todos los episodios de la serie.
También el actor Linden Ashby ya había aparecido en la serie interpretando en dos ocasiones al exmarido de Jo. Nunca se supo el verdadero apellido de soltera de Jo. Y Rob Estes interpretó a un exnovio de Jane, en la primera temporada.
Durante la serie, varias de las mujeres llegaron a quedarse embarazadas (Jane, Amanda, Jo, Allison, Taylor), pero tan sólo Jo y Taylor llegaron a dar a luz, y tan sólo Jo tuvo protagonismo con su bebé, pero en esta serie los niños no podían existir ya que las tramas de la serie recurrían por costumbre a la infidelidad continua.

### Parejas
Alison y Billy formarían una de las parejas míticas de la serie, al principio siendo compañeros de piso, luego amigos, luego novios, después de algunas rupturas, se comprometerían pero ella le dejaría plantado en el altar al huir aterrorizada por la ventana de su habitación tras recordar que su padre había abusado sexualmente de ella y de su hermana cuando tenían tan sólo 8 años. Después, ella ingresaría en Alcohólicos Anónimos, y él intentaría recuperarla en vano, tras luego decidir salir con su mejor amiga. Cuando ambos parecían querer recuperar su relación, aparecería el personaje de Brooke Armstrong para boicotear a la pareja y tratar por todos los medios conseguir casarse con Billy. Alison, por su parte, se casaría con el padre de Brooke, Hayley, y ambos padre e hija acabarían falleciendo uno tras el otro. Billy desaprovecharía una vez más su oportunidad de volver con Alison al decidir comportarse de forma cruel como si imitara la maldad que solía tener Brooke. Finalmente, Alison le daría un plantón final para dar una oportunidad a Jake como pareja, y Billy encontraría un nuevo amor en Samantha, con quien se casaría hasta que su relación terminaría por culpa de una infidelidad de ella. Finalmente, Billy encontraría el amor en la hermana de Michael, Jennifer.
Jake y Jo también fueron otra de las parejas de la serie, pero ambos tenían muy mal carácter y discutían a menudo. La llegada de Amanda a Melrose Place puso su relación en peligro. Luego, ella se quedaría embarazada de Reed, un traficante de drogas, y perdería la custodia de su bebé Austin. Tuvo varios intentos de reconciliación con Jake en vano, hasta que tuvo una relación con su hermanastro Jess, quien la maltrataría físicamente. A continuación, Jo mantendría una relación con Richard a espaldas de Jane, y encontraría finalmente su amor en Dominick O´ Malley y se marcharía para siempre a Bosnia con él. Jake se quedaría un año más en Melrose intentando una destructiva relación con Alison.
Amanda también tuvo varias relaciones sentimentales, siendo su verdadero amor el Dr. Peter Burns, quien tras una breve temporada como perverso manipulador sin escrúpulos, regresaría escaldado y arrepentido para intentar reconquistar en vano a la que fue su gran amor hasta el final de la serie. Amanda es quien más relaciones tuvo tanto sexuales como sentimentales, y todos los inquilinos de Melrose acabaron pasando por sus sábanas de leopardo excepto el homosexual Matt. Primero Billy, luego Jake, luego Peter, Michael, Craig y, finalmente, Kyle, con quien encontraría una gran estabilidad, pero nunca podría olvidar a quien tanto se asemejaba a ella: Peter.

### Cancelación
Debido a los bajos índices de audiencia, y tras la llegada de Amanda en los últimos episodios de la primera temporada, Melrose Place acabó derivando en otra serie totalmente diferente de lo inicialmente planteado cuyo éxito se basaba en las escenas de cama de sus personajes, siendo Amanda la principal protagonista, haciendo la vida imposible a todos los inquilinos, en especial a su eterna rival Alison a la que nunca perdonaría por haberle alejado de Billy cuando se quedó embarazada de él, y todos los deseos de ambición y venganza de todos los protagonistas, que no descansaban un día de intentar destruirse unos a otros, siendo especialmente Michael quien más cambió en la serie y quien fue uno de los más culpables en deteriorar las vidas de sus compañeros de los apartamentos. Los diálogos cargados de frases ingeniosas y humillantes a cargo de personajes como Amanda, Kimberly, Michael, Lexi o Brooke dieron éxito a la serie. Pero la serie fue cada vez más lejos y cada vez eran más los insultos y los desprecios que se tenían los personajes unos a otros. Y la ausencia de casi todos los personajes principales en la sexta temporada hasta el final de la serie derivó en su cancelación.

### Muertes
Esta serie fue famosa por la gran cantidad de muertes que se sucedían, si bien la mayoria de estas muertes se concentraron en las temporadas 4 y 5:
- William (1ª temporada): Era el padre de Billy y muera fuera de escena de un infarto.
- Keith (2ª temporada): Era el novio de Allison y tras acosarla y agredir a sus amigos se quita la vida cuando llama a Allison por teléfono.
- Reed (3ª temporada): El novio de Jo. Este traficaba con drogas y secuestró a Jo en su barco. A punto de ser asesinada por Reed, ésta le dispara.
- Bruce (3ª temporada): El jefe de Amanda. Se ahorca en el despacho de Amanda tras ser despedido cuando ella consigue ser la presidenta de la compañía.
- Jesse (4ª temporada): El hermano de Jake. Le da una paliza casi mortal a Jo, la ex de Jake. Este se pelea con Jesse mientras trabaja en la construcción y ambos se caen. Jesse fallece al instante.
- Padre de Amanda: Este contrató a una mercenaria para flirtear con el novio de Amanda, Jake, y engatusarle en turbios negocios. Pero la mercenaria, en un intento de huir con un dinero robado, hace estallar el barco donde se encontraba el padre de Amanda.
- Vic (4ª temporada): El acosador de Kimberly. Cuando ésta dirigió un programa de radio de ayuda a psicóticos, este la siguió y la secuestró. Durante una persecución, este muere cuando estalla el coche.
- Jack (4ª temporada): El mafioso que seguía enamorado de Amanda. Cuando intenta atacarla, ésta le golpea y cae por la barandilla. Sobrevive, pero en el hospital, tras este amenazarla con matarla, le desenchufa de la máquina de respiración.
- Hayley (4ª temporada): El padre de Brooke. Muere al caer de su barco estando ebrio. Este había huido de la policía tras una estafa, junto con Allison, engañada por completo.
- Brooke (4ª temporada): sería la primera al golpearse la cabeza contra el borde de la piscina de Melrose y ahogarse.
- Bobby (4ª temporada): El hermano de Jack. Tras descubrir la conspiración de Peter y Alicia, este cae accidentalmente de un vigésimo piso donde se encuentra el despacho de Alicia tras ésta empujarle.
- Alicia (4ª temporada): Después de morir Bobby, ésta huye pero recibe una llamada de Peter. Mientras conduce hablando por el teléfono móvil, se le cae y al querer recogerlo, accidentalmente cambia en sentido contrario, quedando literalmente aplastada por un camión.
- Richard (5ª temporada): Tras acosar a Jane y a Sydney, ella lo golpea con una pala, después de que él intentara atacar a Jane, deciden enterrarlo, pero él seguía vivo. Logra emerger de la Tumba, y sigue atormentando al par de hermanas, hasta llegarlas a extorsionar. Cuando llegan al lugar en donde lo enterraron, él les exige que caven una tumba para las dos. Después de que Jane lo golpee con una pala, ella y Sydney escapan. Finalmente muere en un Tiroteo Policial, cuando intenta dispararle a Jane, Sydney y al Guardia de Parques nacionales que las encontró y ayudó.
- Arthur (5ª temporada): El padre de Craig, era uno de los ejecutivos de Publicidad D y D. Muere de un ataque al corazón en el despacho de Amanda, siendo la segunda muerte de la serie que tiene lugar en dicho despacho.
- Cristine (5ª temporada): Cuando se niega a seguir los planes de Tylor para separar a Amanda de Kyle, intenta escapar de Nick, pero este, en un intento de detenerla, se lanza agarrándole las piernas, lo cual hace que se golpee la cabeza duramente con un auto.
- MacKenzie (4ª temporada): Exnovia de Richard. Muere por la explosión de la bomba que Kimberly detona, al comienzo de la cuarta temporada. Pudo haber muerto más personas, pero fue la única que falleció.
- Kimberly (5ª temporada): el personaje más psicótico de toda la serie, murió de un tumor cerebral al final de la quinta temporada.
- Sydney (6ª temporada): falleció al ser arrollada por el coche que conducía el padre de Samantha.
- Craig (6ª temporada): se suicidaría medio año después tras intentar en vano superar la pérdida de su gran amor.
- Rory: Un malversador de fondos que manipulaba a Amanda. Cuando intenta envenenarla para conseguir el dinero del seguro de la póliza, en una pelea con Kyle se clava un cuchillo por accidente.
- Matt Fielding (7ª temporada): de forma inesperada y sorprendente, en el primer episodio de la séptima temporada y que ya había abandonado la serie un año atrás, se mencionaría su regreso a Melrose para visitar a sus antiguos amigos, y sufriría un aparatoso accidente de coche que le costaría la vida, dejando un misterioso diario secreto que revelaba todos los oscuros secretos del pasado de cada uno de los inquilinos de Melrose, que ellos habían confiado en contarle a Matt en alguna ocasión durante estos últimos años.

## Actores principales
- Linden Ashby
- Josie Bissett
- Thomas Calabro
- David Charvet
- Marcia Cross
- Kristin Davis
- Rob Estes
- Brooke Langton
- Laura Leighton
- Amy Locane
- Heather Locklear
- Jamie Luner
- Alyssa Milano
- John Haymes Newton
- Lisa Rinna
- Kelly Rutherford
- Doug Savant
- Grant Show
- Andrew Shue
- Courtney Thorne-Smith
- Jack Wagner
- Vanessa A. Williams
- Daphne Zuniga

## Emisión internacional
- En Latinoamérica, esta serie se emite por Sony Entertainment Television, Tele Uno y TCM.
- En México se transmitió por Televisa primeramente por Canal 5, posteriormente en Central 4 donde se repitió varias veces y finalmente tuvo un pequeño regreso en el 9 por Galavisión.
- En España fue estrenada por Telecinco desde 1993 hasta 2000, emitiéndose por completo pero varió mucho en sus horarios, especialmente en las últimas temporadas. Posteriormente, fue reemitida en Cuatro durante 2005 y 2006, excepto la última temporada que no se emitió.
- En Francia, se emitió en TF1.
- En Italia, se emitió en Italia 1, ahora se emite en Rai 4.
- En Brasil, esta serie se emitió por Rede Globo, Rede Bandeirantes
- En Argentina se transmitió a través de El Trece.
- En Paraguay se transmitió por Telefuturo de Asunción.
- En Uruguay se emitió a través de Teledoce.
- En Australia, se emitió en Network Ten.
- En Bolivia, se emitió en Red Uno.
- En Chile, se emitió en Mega
- En Colombia, se emitió en el Canal A en el año 1993 por la programadora DFL Televisión, luego en 1994 lo presentó la programadora Coestrellas y finalmente en 1998 se emitió en el Canal Uno por la programadora Producciones PUNCH y se emite actualmente por el Canal Red Más de Claro TV
- En República Checa, se emitió en TV Nova.
- En República Dominicana, se emitió en Teleantillas.
- En Ecuador, se emitió en SíTV y Telesistema en los 90´s y finalmente en el 2007 se emitió por el Canal UNO.
- En Eslovaquia, se emitió en Markiza.
- En Finlandia, se emitió en MTV3 y SubTV.
- En Alemania, se emitió en RTL.
- En Holanda, se emitió en Veronica, actual RTL 7
- En Reino Unido, se emitió en Sky One, five, LivingTV y ftn.
- En Perú, esta serie se emitió por ATV entre los años 1994 y 1997 los domingos a las 8:00 p. m. (UTC-5) y desde el año 2000 hasta el año 2006, esta se transmitió por Red Global.
- En Venezuela, esta serie se emitió en RCTV entre los años 1994 y 1997 los jueves a las 8:00 p.m. y luego los domingos a las 9:00 p. m. (UTC-4) y desde el año 2001 hasta el año 2006 esta serie se transmitió en Televen.
- En Estonia, se emitió en TV3 Estonia.
- En Hungría, se emitió en HBO.
- En Irlanda, se emitió en RTÉ.
- En Dinamarca, se emite en TV 2.
- En Nueva Zelanda, se emitió en TV2, posteriormente en TV3 y actualmente en Prime.
- En Suecia, se emitió originalmente en TV3, posteriormente en TV4 y actualmente en TV400.
- En Colombia, se emitió.
- En Polonia, se emitió en TVN y TVN7
- En Islandia, se emite en SkjárEinn
- En Noruega, se emite en TV2 Zebra.
- En Filipinas, se emitió en ABS-CBN.
- En Serbia, se emitió en RTS y (con copias piratas) en RTV Palma durante los 90. Aunque, la primera vez que se emitió completamente fue entre 2004 y 2005 por RTV Pink.
- En El Salvador, se emitió por TCS a través del Canal 4, posteriormente en el Canal 6 y en VTV Canal 35.
- En Panamá, se emitió por (RPC) a través del canal 4

## Ediciones en DVD
En Estados Unidos se han lanzado en DVD las cinco primeras temporadas. La quinta temporada, sin embargo, se editó en dos volúmenes, al contrario que las anteriores que contenían toda la temporada en un único volumen compuesto de 8 discos. Contienen sólo el audio en inglés y rotulación cerrada en el mismo idioma. En Inglaterra y en los Países Bajos también se ha editado en DVD aunque sólo las 3 primeras temporadas, sin contenidos adicionales como en EUA pero con el añadido de subtítulos en inglés.
- Datos: Q550238
- Multimedia: Melrose Place / Q550238